# 8500 Hori
8500 Hori este un asteroid din centura principală de asteroizi.

## Descriere
8500 Hori este un asteroid din centura principală de asteroizi. A fost descoperit pe 10 octombrie 1990 la Kitami de Kin Endate și Kazuro Watanabe. El prezintă o orbită caracterizată de o semiaxă mare de 3,00 ua, o excentricitate de 0,14 și o înclinație de 12,3° în raport cu ecliptica.